# Arctia futura
Arctia futura là một loài bướm đêm thuộc phân họ Arctiinae, họ Erebidae.